# Кармеліт
Кармелі́т (івр. כרמלית) — засіб підземного громадського транспорту в Хайфі, Ізраїль. Принцип дії — фунікулерний. Складається з однієї одноколійної лінії з короткою двоколійною ділянкою, що дозволяє роз'їзд поїздів; лінія має шість станцій і два поїзди. Управління потягами повністю комп'ютеризоване. Походить від назви гори Кармель, в якій прокладено тунель. Будівництво розпочато у 1956 році, відкритий для пасажирів у 1959-му, закритий на реконструкцію в 1986-му, і відкритий знову після реконструкції в 1992-му.

## Загальний опис
Лінія «Кармель» (6 станцій) — найменша у світі самостійна система позавуличного підземного транспорту (метро). Довжина її становить 2 км, включаючи станції, або 1 км 803 м без урахування станцій. Менше тільки лінія підземного фунікулера «Тюнель» в Стамбулі, що має дві станції з відстанню між ними в 573 метра, не пов'язана з іншою системою стамбульського метро. Але оскільки ця лінія знаходиться під адміністративним управлінням метрополітену Стамбула, а не є самостійною системою, хайфський «Кармель» вважається найменшою у світі системою позавуличного підземного транспорту (метро) і тому внесено до Книги рекордів Гіннеса.
Потяги обов'язково зупиняються на кожній станції, але примусове відкриття дверей не використовується. Для відкриття дверей як на вхід, так і на вихід необхідно натиснути на розташовану в центрі дверей кнопку. Вхід і вихід виконуються з різних сторін вагона.
Управління повністю автоматизовано; спеціально розроблена комп'ютерна система навіть регулює інтервал руху поїздів, зчитуючи дані турнікетів і зменшуючи інтервал руху у випадку завантаженості лінії. Лінія «Кармель» — одноколійна, з короткою двоколійною ділянкою між станціями «А-Невіім» і «Массада», що дозволяє роз'їжджатися прямуючи додолу і прямуючого вгору поїздам.
Під час конфліктів між Ізраїлем і терористичною організацією «Хізбалла» в липні-серпні 2006 року, станції «Кармель» слугували громадськими бомбосховищами. Вони були відкриті цілодобово, вхід на станції був вільним.
| День тижня                  | Відкриття | Закриття |
| --------------------------- | --------- | -------- |
| Неділя — четвер             | 6:00      | 22:00    |
| П'ятниця, на переддні свята | 6:00      | 15:00    |
| Субота або свято            | 19:00     | 22:00    |

## Станції
- Ган а-Ем (івр. גן האם «сад матері»)
- Бней-Ціон (івр. בני-ציון «Сини Сіону» — названо на честь розташованого біля станції шпиталю Бней Ціон. Станція раніше звана «Голомба» — назву змінено в 1992 році.
- Массада (названа на честь фортеці Массада)
- Га-Невіїм на честь вулиці Га-Невіїм (івр. הנביאים, «га-Невії́м» — «Пророки»),
- Солель Боне на честь будівельної компанії Солель Боне (івр. סולל בונה — «Прокладаємо і будуємо»)
- Кікар Паріз (івр. כיכר פריס — «Паризька площа»)

## Історія

### Виникнення ідеї та будівництво «Кармеліту»
На початку 1950-х життя в Хайфі проходило на трьох різних по розташуванню на горі Кармель рівнях: на узбережжі, в Нижньому місті, знаходився діловий центр Хайфи, на плато, в районі «Адар», знаходилися мерія, культурний центр міста і вищий навчальний заклад «Техніон»; а пасмо гори вінчає житловий район Кармель, що бурхливо розвивається. З огляду на круті схили горою Кармель і вузькі вулички району «Адар», автобусне сполучення, що сполучає всі три рівня, було досить проблематичним — навіть наразі поїздки з центру району «Кармель» у Нижнє місто займає не менше як півгодини в разі відсутності пробок. Тому виникла потреба створити новий вид транспорту, що полегшує шлях між цими центрами міського життя. Тодішній мер Хайфи Аба Хуші проявив ініціативу створення цього транспорту. Щоб не порушувати сформовану інфраструктуру, як такий засіб транспорту був обраний транспорт підземного залягання.
12 лютого 1956 року мерія Хайфа підтвердила проект створення підземної лінії транспорту, і 5 травня був підписаний контракт з французькою компанією «Донкеркуаз» (Compagnie Dunkerquoise D'Enterprises, SA). У жовтні 1955 року в Хайфу прибула делегація французької фірми, що мала в своєму складі головного інженера Паризького метрополітену пана Жака Гастона і головного інженера компанії «Донкеркуаз», який був представником також «Дослідницький інститут шляхів сполучення» (Société d'ETUDES DE TRANSPORTS ET DE COMMUNICATIONS, SA), та голову «Французької компанії міжнародних контрактів». Розробка попередніх планів будівництва була покладена на інженерів компанії «Донкеркуаз» за сприяння інженерів Паризького метрополітену, і в кінці грудня 1955 року, в хайфський муніципалітет був переданий докладний технічний документ, що описує будівництво «Кармеліту».
1 січня 1956 року на засіданні муніципалітету було прийнято рішення про створення муніципальної комісії з 7 чоловік, яка повинна була перевірити наданий план і зробити свої висновки. Після обговорень та переговорів з французькою компанією «Донкеркуаз» було вирішено прийняти наданий план у повному обсязі, і 2 лютого 1956 року між комісією і компанією був підписаний договір про проведення робіт з будівництва «Кармеліта», за умови ратифікації муніципалітетом і урядом. 12 лютого 1956 року підписаний договір був ратифікований муніципалітетом Хайфа, а 23 березня — затверджений міністром внутрішніх справ, при попередній згоді міністерства фінансів. 13 липня 1956 року була проведена церемонія закладення наріжного каменю «Кармеліта» на площі «Кікар Хамра» (наразі «Кікар Париз» = "Паризька площа").
Вагони, виготовлені французькою компанією «Елестум», прибули до Хайфського порту в 1959 році. Будівельні роботи дещо затрималися з технічних причин, (в тому числі — через аварію, що сталася під час однієї з перших перевірочних поїздок, і через інженерні складнощі, що виникли при прокладанні тунелю), але теж були завершені в 1959 році. Загалом було вилучено 51 000 м³ ґрунту. 6 жовтня 1959 року, в 5:30 ранку, «Кармель» розпочав свою роботу — без будь-якої церемонії відкриття, щоб перші пасажири нової підземної лінії могли встигнути на роботу.
Офіційна церемонія відкриття «Кармеліта» була проведена 21 жовтня 1959 року. На ній були присутні прем'єр-міністр Ізраїлю Давид Бен-Гуріон, міністр шляхів сполучення Моше Кармель і міністр внутрішніх справ Бехор Шитря. Прем'єр-міністру була надана честь перерізати стрічку.
Загальна вартість реалізації проекту склала 5,9 млн $ (11 мільйонів 340 тисяч ізраїльських лір). Це майже вдвічі вище спочатку фігурувавшей в контракті суми в 3,5 мільйона доларів, і майже в півтора рази вище орієнтовного максимуму в 4,2 млн $. Така висока вартість теж пов'язана з технічними труднощами, які виникли при гірничопрохідницьких роботах.

### Події, що відносяться до періоду експлуатації 1959—1986 років
У той час поїздка на «Кармеліті» оплачувалась спеціальних жетонами, що продавалися касирами в касах, розташованих на кожній станції. Жетони компостувались при вході на платформи контролерами; при компостуванні на жетон карбувалася назва станції призначення.
У січні 1960, через обрив електричного кабелю потяги не гальмували на кінцевих станціях і врізалися в обмежуючи стіни тунелю. Жертв не було, але був заподіяний легкий збиток стінам тунелю і підвісці вагонів. Через цю подію в лютому було прийнято рішення знизити швидкість руху складів на кінцевих станціях і на роз'їзді (між станціями «Га-Невіїм» і «Массада»), і поїздка від кінцевої до кінцевої станції стала займати 7 хвилин замість запланованих 6. Після викликаного цим рішенням тритижневої перерви «Кармеліт» відновив свою роботу 17 березня 1960 року, з встановленими годинами роботи 5:30 — 24:00, 6 поїздок на годину в кожному напрямку.
У п'ятницю 24 листопада 1961 року під час проведення планових робіт по заміні тягового кабелю два вагона, припаркованих на станції «Ган га-Ем», зірвалися з гальм і покотилася вниз. Вагони докотилися до станції «Массада», де зійшли з рейок і перекинулися. У катастрофі постраждали обидва вагона і платформа станції. Після більш ніж двомісячного ремонту «Кармеліт» знову відкрився 8 лютого 1962 року.
І знову ненадовго: через дощі, піднявся рівень підземних вод, взимку 1963 року почала просідати ділянка колії між станціями «А-Невіїм» і «Массада». Ремонтні роботи були успішно виконані фахівцями «Техніону»: в зоні просідання були вбити в ґрунт алюмінієві електроди довжиною 1,5 метра і товщиною 6 сантиметрів; після чого через них був поданий постійний струм та закачано содосилікат Na2SiO3 (т. н. « Техніка електросиліфікаціі»). Просідання було успішно зупинено; якість ремонтних робіт витримало сувору перевірку дощовою зимою 1964 року.
У результаті подій 1963 року було прийнято рішення про створення підземної ремонтної майстерні та підземного депо на станції «Паризька площа». У квітні 1966 року серед будівельних компаній були опубліковані умови аукціону, а влітку того ж 1966 року як підготовка до будівництва були перенесені каналізаційні та інші комунікації в районі станції «Паризька площа». Будівництво було розпочато навесні 1967 року і завершено в лютому 1968 року (деякі роботи тривали до травня 1968 року). У «Кармеліта» з'явилося підземне депо і чудово обладнана ремонтна майстерня, де можна було виконувати складні ремонтно-відновлювальні роботи, не заважаючи перевезенням.
15 липня 1967 року робота «Кармеліту» була порушена в результаті проникнення підземних вод в систему противаг на станції «Паризька площа». Через поломки помп ремонт зайняв 6 днів.
Щоб дозволити тривалі ремонтно-відновлювальні роботи на поїздах, що працюють майже без перерв з 1959 року, було замовлено додатковий склад (тендер на створення нового складу виграла французька компанія C. M. I. T.), добре що депо дозволило тримати резервний потяг і виконувати процедури щодо заміни як цілого складу, так і окремих вагонів з високою швидкістю. Між 1968 і 1974 роками були виконані ремонтно-відновлювальні роботи обох складів і замінено тяговий кабель.

### Ремонт та реставрація «Кармеліту»
У 1986 року урядовий контролер систем громадський транспорту опублікував заяву, в якій вказував, що технічний стан «Кармеліту» робить поїздку в ньому небезпечною. Діяльність «Кармеліта» була призупинена для ремонту на два тижні 7 березня 1986 року, і відтоді аж до завершення реставрації він практично не відкривався для доступу пасажирів. 19 грудня 1986 року, після 27 років експлуатації, «Кармеліт» був остаточно закритий через технічні проблеми у всіх шести вагонів, у рейкової колії і у станцій.
Починаючи з 1986 року мерія Хайфа отримувала пропозиції від усіляких джерел з пропозиціями реставрувати «Кармеліт». Серед таких джерел можна згадати іспанську урядову компанію Inrail, німецьку компанію «Дікхоф Вейцман».
Мерією Хайфи було організовано міжнародний тендер, сформульований як «Конкурс на реставрацію та поліпшення хайфської підземної дороги, включаючи тунель і станції». Дві компанії взяли участь у конкурсі. Французька компанія Saes запропонувала провести відновлювальні роботи за 26 місяців, витративши суму в 29,6 млн шекелей (по цінам 1988 року); швейцарська фірма Von Roll запропонувала провести роботи за термін 16 місяців і за суму 23 млн шекелів. Фірма Von Roll взагалі припускала, що мова йде про звичайний фунікулер, призначений для перевезення туристів на гірськолижній базі, а не про засіб громадського транспорту, що відіграє важливу роль у транспортному життя міста. Коли помилка була зрозуміла, декларувана сума була змінена на 23 млн $ (за цінами 1988 року — різниця приблизно в 2 рази). Крім того, на конкурс виставила свою пропозицію компанія «Кармельтон», здійснююча експлуатацію Кармеліта, з пропозицією в 9 млн $.
Визнавши власний непрофесіоналізм, мерія Хайфи звернулася до консультаційної компанії Technitas (наразі «Bureau Veritas») з метою визначити переможця в конкурсі. Та за 200 000 французьких франків оцінила всі пропозиції і, після року суперечок, відряджень та обговорень, порадила скористатися послугами швейцарської компанії Von Roll. У грудні 1988 року, муніципалітет Хайфи повідомив компанії Von Roll про виграш.
Тим часом підземна транспортна система продовжувала потрошку іржавіти. Шість працівників «Кармеліта» щодня спускалися на свої робочі місця і запускали потяги. Кожен день поїзда виконували дві поїздки, щоб запобігти остаточному виходу системи з ладу. Крім того, включалися ескалатори, освітлення на станціях; працювали громадські туалети. Станції «Ган а-Ем» та «А-Невіім» продовжували працювати у звичайному режимі, тому що вони служать також підземними переходами.
У 1989 року Міністерство транспорту замовило ізраїльському Інститут дослідження і проектування транспортних систем в Техніоні великий і розгорнутий звіт, що відповідає на питання необхідності відновлення «Кармеліту». Звіт однозначно показав, що відновлення «Кармеліту» не вирішить проблему громадського транспорту в Хайфі і не призведе до звільнення вулиць міста від пробок. Тим не менш, всупереч всім очікуванням, мерія Хайфи зважилася на реконструкцію лінії «Кармеліта», підписавши контракт зі швейцарською фірмою Von Roll. 22 серпня 1989 року був прийнятий і направлений в економічну організацію Хайфи план робіт, що описує процес відновлення «Кармеліта» протягом 20 місяців, з 29 жовтня 1990 року коли буде «дан старт» процесу реконструкції. Вартість проекту була оцінена в 27—28 млн $. Товариство з обмеженою відповідальністю «Пінхас Коген Італіка» (івр. פנחס כהן איטליקה בע"מ) з хайфського передмістя підписало договір з економічною організацією Хайфа на поставку керамічної оздоблення для шести станцій Кармеліту. Вартість цього договору — 400 тис. $.
За планом закінчення робіт було заплановано на травень 1992 року, і 1 червня повинна була відбутися урочиста церемонія відкриття. Але коли вагони занурювали в тунель, сталася важка аварія, зажадавши тривалого ремонту, в тому числі — замовлення запасних частини з Швейцарії. Компанія Von Roll зобов'язалася виплатити неустойку в 5000 $ за кожен день затримки.
Церемонія відкриття була проведена 28 липня 1992 року, на станції «Ган а-Ем», в присутності прем'єр-міністру Ізраїлю Іцхака Рабина і мера Хайфи Аріе Гуреля.
З 28 серпня 1992 року Кармеліт закрився на 2 тижня остаточної перевірки економічною організацією Хайфи (упродовж місяця «Кармеліт» працював під відповідальністю компанії Von Roll).
У 1990-х, вся система хайфської «підземки» працювала під керуванням 25—22 осіб; до 2002 року, кількість працівників було скорочено до шістнадцяти.
У липні 2003 року станція «Кармелита» «Голомб» було перейменовано в «Бней-Ціон» на честь розташованого неподалік від неї шпиталю. Доти станція називалася на честь вулиці, на якій перебувала.
4 лютого 2017 року на кінцевій станції Кікар Паріз (івр. כיכר פריס — «Паризька площа») за невідомими причинами сталося загоряння декількох порожніх вагонів. До ліквідації пожежі було залучено 13 пожежних розрахунків хайфського округу.

## Галерея

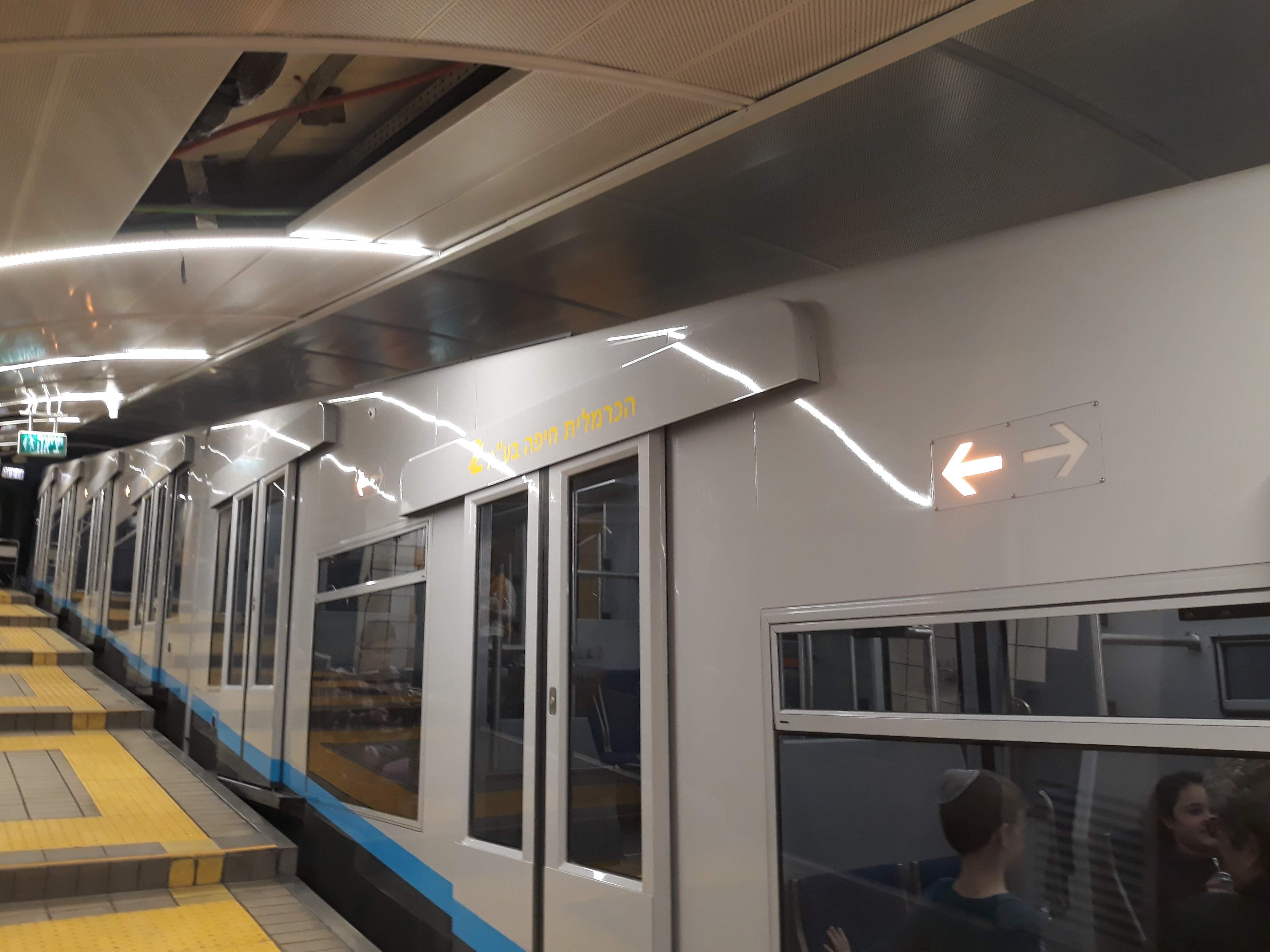
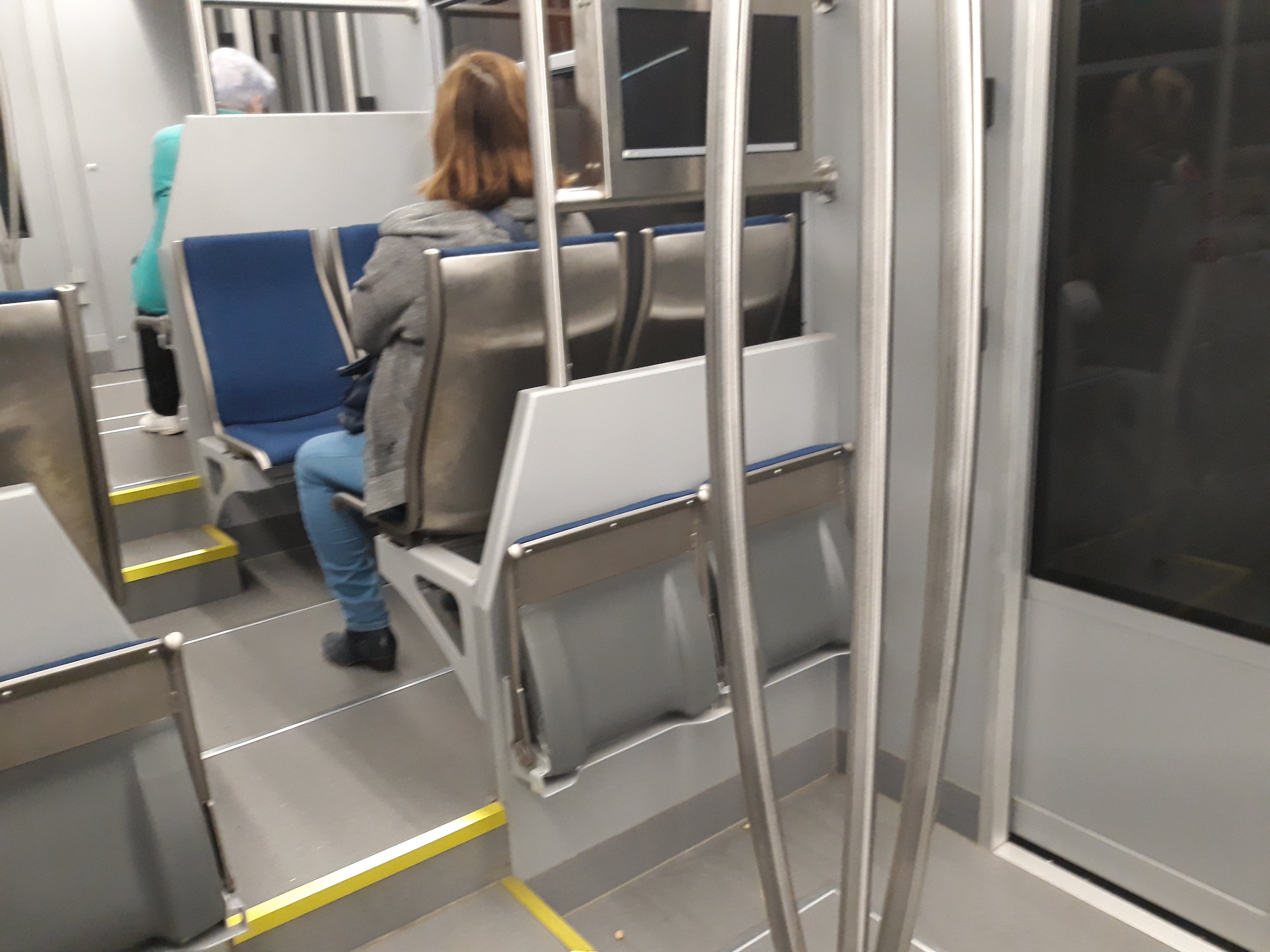
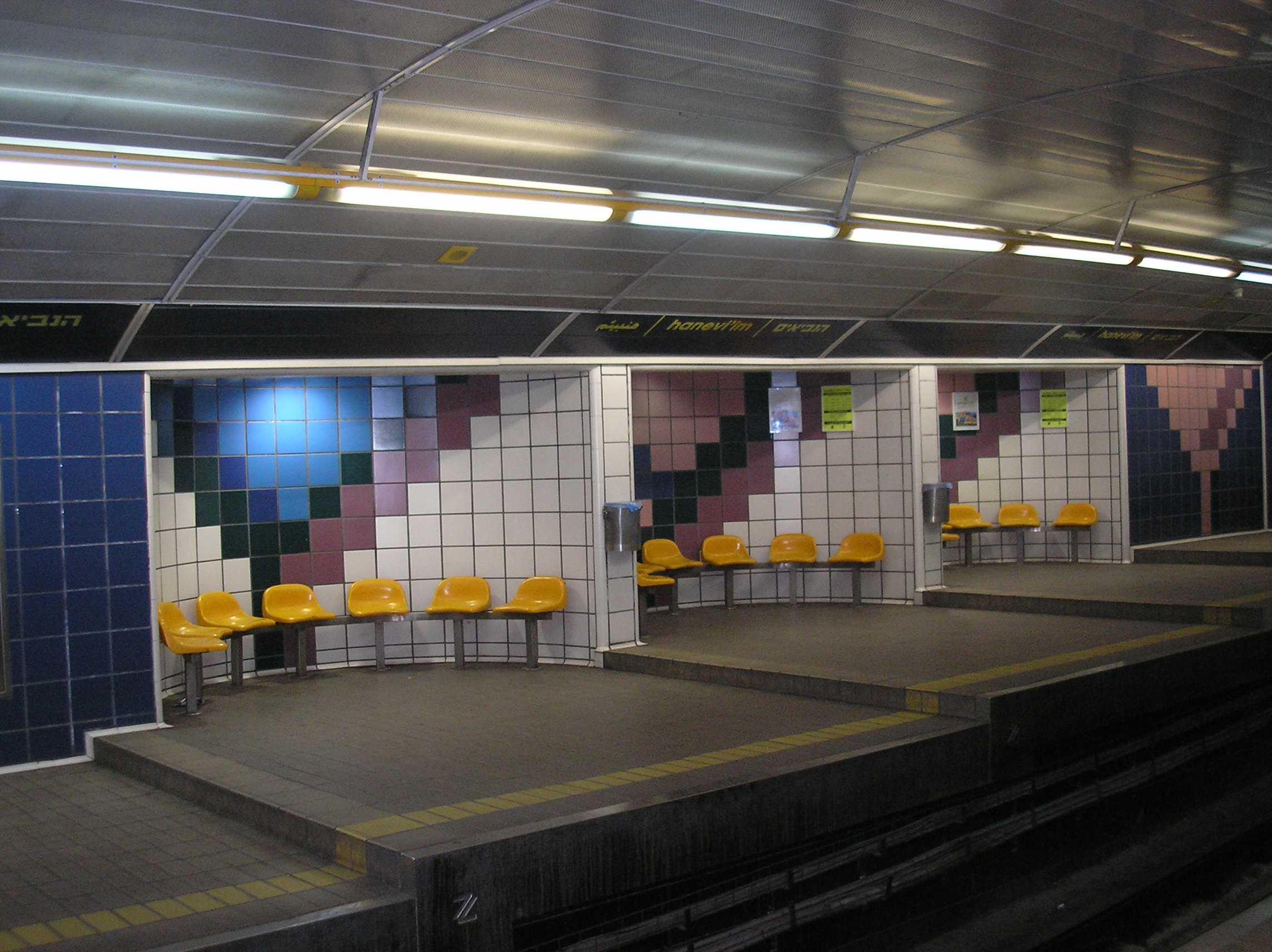
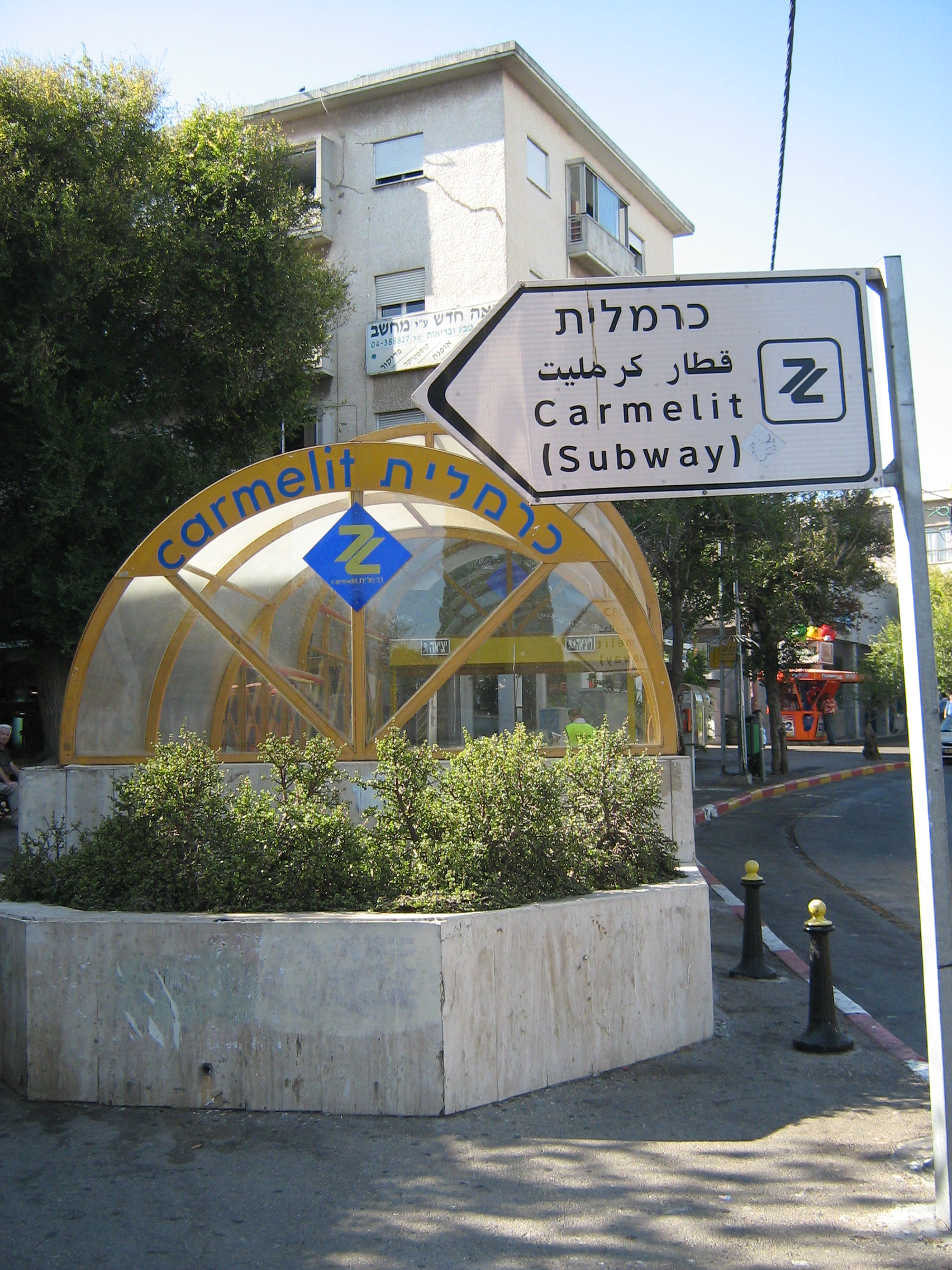

## Статистичні дані
- Кількість ліній — 1.
- Кількість станцій — 6.
- Кількість обслуговують депо — 1 (на станції «Кикар Париз», вона ж «Паризька площа»).
- Кількість поїздів на лінії — 2 поїзда по 2 вагона в кожному.
- У резерві (в депо) постійно перебуває — 1 поїзд, складається з 2 вагонів.
- Принцип роботи — підземний фунікулер. Обидва поїзда приводяться в рух тросами, рушимі спеціальними валами на верхній станції. Потяги можуть рухатися незалежно один від одного.
- Тяговий трос — діаметр 53 мм, натяг розриву 175 тонн.
- Діаметр тягового валу — 5,5 метрів.
- Час прямування поїзда по лінії — 6—8 хвилин[5].
- Стоянка на проміжних станціях — приблизно 10 секунд.
- Стоянка на кінцевих станціях — між однієї і двома хвилинами.
- Час руху між станціями — приблизно 45 секунд.
- Довжина тунелю:
  - 2000 метрів — включаючи станції.
  - 1803 метра — не включаючи станції[6] (ці цифри фігурують в «Книзі рекордів Гіннесса»).
- Найбільша ширина тунелю — 3 м 30 см, в місці роз'їзду — 6 м 60 см.
- Найбільша висота тунелю — 4 м 21 см.
- Перепад висот:
  - між кінцевими станціями — 274 метра.
  - між кінцями тунелю — 268 метрів.
- Середній кут нахилу тунелю — 8° до горизонталі.
- Найбільший кут нахилу тунелю — 17,5° до горизонталі[7].
- Середня глибина залягання пасажирських платформ під рівнем землі — 16 метрів.
- Глибина проходження тунелю під поверхнею землі — від 5 до 30 метров[8].
- Найвища швидкість потяга — 28 км/год.
- Ширина колії — 1435 мм.
- Усього вагонів на лінії — 4.
- Довжина поїзда (2 вагона) — 33 метра.
- Особливі характеристики вагонів:
  - У вагонах встановлені камери відеоспостереження, сигнал від яких надходить на монітори в кабіні машиніста і в контрольної кімнаті.
  - Вагони кондиціоновані.
  - Сидячи місця в вагонах розгорнуті перпендикулярно ходу потяга, а не паралельно вагону, на кшталт Київського фунікулеру.
- Місткість кожного потяга (2 вагона) — 400 осіб: 100 сидячих місць і 300 стоячих. Частина сидінь (близько дверей) зроблено відкидними.
- Пасажиропотік — 800 тисяч на рік, приблизно 2000 осіб на день, тобто приблизно 10 осіб у потязі.
- Управління лінією — комп'ютеризоване, централізоване, з диспетчерської, що знаходиться на станції «Ган а-Эм». У кожному потязі фігурує машиніст, що здійснює місцевий контроль, але не ведучий поїзд.
- Виробництво вагонів й встановлення транспортної мережі — швейцарська компанія Von Roll (1992). (У 1996 році ця компанія куплена австрійської фірмою Doppelmayr).
- Безпека:
  - всі станції і обидва поїзда перебувають під постійним відеоспостереженням;
  - охоронці на вході в станції доглядають пасажирів і багаж;
  - в вагонах і на станціях є засіб екстреного зв'язку з машиністом і з диспетчерською;
  - після кожного рейсу машиніст оглядає вагони в пошуках безгосподарних речей (потенційних мін);
  - машиністи поїзда мають ліцензію на носіння зброї.
- Вартість проїзду — дорівнює вартості проїзду на міському автобусі, регульованій законом, приблизно 1,2 $. Існують знижки для літніх людей, дітей, студентів, солдатів, а також багаторазові проїзні квитки.
- Години роботи:
  - в будні дні (неділю — четвер) — з 6:00 до 22:00;
  - в п'ятницю і в напередодні свят — з 6:00 до 15:00;
  - в суботу і в свята — з 19:00 або через годину після заходу Сонця (що станеться пізніше) до 22:00[1][2].